# Dreamland (Robert Plant-album)
A Dreamland Robert Plant, a Led Zeppelin legendás énekesének szólóalbuma, amely 2002. július 16-n jelent meg az Universal Records gondozásában.

## Számok listája
1. Funny in My Mind (I Believe I'm Fixin' to Die) (Justin Adams, John Baggot, Clive Dreamer, Charlie Jones, Robert Plant, Porl Thompson, Bukka White) – 4:45
2. Morning Dew (Bonnie Dobson, Tim Rose) – 4:26
3. One More Cup of Coffee (Bob Dylan) – 4:03
4. Last Time I Saw Her (Adams, Baggot, Dreamer, Jones, Plant, Thompson) – 4:41
5. Song to the Siren (Larry Beckett, Tim Buckley) – 5:53
6. Win My Train Fare Home (If I Ever Get Lucky) (Adams, Baggot, Dreamer, Jones, Plant, Thompson) – 6:03
7. Darkness, Darkness (Jesse Colin Young) – 7:25
8. Red Dress (Adams, Baggot, Dreamer, Jones, Plant, Thompson) – 5:23
9. Hey Joe (Billy Roberts) – 7:12
10. Skip's Song (Skip Spence) – 4:27
11. Dirt In A Hole (Bónusz szám a Japán verzión) – 4:46

2007-ben újrakevert kiadás
1. Dirt In A Hole
2. Last Time I Saw Her (Remix)

## Közreműködők
- Robert Plant – ének, producer
- Justin Adams – gitár, gimbri, darbuka
- John Baggott – billentyűs hangszerek
- Clive Deamer – dob, ütős hangszerek
- Charlie Jones – basszusgitár
- Porl Thompson – gitár
- Raj Das – ének
- May Clee Cadman – ének
- Ginny Clee – ének
- Phil Brown – producer, hangmérnök